# Curling-Europameisterschaft 2007
Die Curling-Europameisterschaft 2007 der Männer und Frauen fand vom 1. bis 8. Dezember im Bundesleistungszentrum für Eishockey und Curling in Füssen in Deutschland statt.

## Turnier der Männer

### Teilnehmer
| Dänemark | Deutschland | Finnland |
| --- | --- | --- |
| Skip: Johnny Frederiksen Third: Lars Vilandt Second: Bo Jensen Lead: Kenneth Hertsdahl Ersatz: Mikkel Poulsen   | Skip: Andreas Kapp Third: Ulrich Kapp Second: Andreas Lang Lead: Andreas Kempf Ersatz: Holger Höhne             | Skip: Kalle Kiiskinen Third: Jani Sullanmaa Second: Teemu Salo Lead: Jari Rouvinen Ersatz: Wille Mäkelä      |
| Frankreich | Italien | Norwegen |
| Skip: Thomas Dufour Third: Tony Angiboust Second: Jan Henri Ducroz Lead: Richard Ducroz Ersatz: Raphaël Mathieu | Skip: Joel Retornaz Third: Silvio Zanotelli Second: Marco Marini Lead: Alessandro Zisa Ersatz: Davide Zanotelli | Skip: Thomas Ulsrud Third: Torger Nergård Second: Christoffer Svae Lead: Håvard Petersson Ersatz: Thomas Due |
| Schottland | Schweden | Schweiz |
| Skip: David Murdoch Third: Graeme Connal Second: Peter Smith Lead: Euan Byers Ersatz: David Hay                 | Skip: Peja Lindholm Third: James Dryburgh Second: Viktor Kjäll Lead: Anders Eriksson Ersatz: Magnus Ekdahl      | Skip: Toni Müller Third: Stefan Maurer Second: Nicolas Hauswirth Lead: Martin Stucki Ersatz: Ralph Stöckli   |
| Tschechien | | |
| Skip: Jiri Snitil Third: Martin Snitil Second: Jindrich Kitzberger Lead: Marek Vydra Ersatz: Milos Hoferka      | | |

### Round Robin
| Platz | Team        | Spiele | Siege | Ndlg. |
| ----- | ----------- | ------ | ----- | ----- |
| 01.   | Norwegen    | 9      | 9     | 0     |
| 02.   | Dänemark    | 9      | 7     | 2     |
| 03.   | Schweiz     | 9      | 6     | 3     |
| 04.   | Schottland  | 9      | 5     | 4     |
|       | Deutschland | 9      | 5     | 4     |
|       | Schweden    | 9      | 5     | 4     |
| 07.   | Frankreich  | 9      | 3     | 6     |
| 08.   | Tschechien  | 9      | 3     | 6     |
| 09.   | Finnland    | 9      | 2     | 7     |
| 10.   | Italien     | 9      | 0     | 9     |

| Datum   | Zeit  | Begegnung                | Resultat |
| ------- | ----- | ------------------------ | -------- |
| 1. Dez. | 12:00 | Deutschland – Finnland   | 9:7      |
|         |       | Schweiz – Frankreich     | 7:1      |
|         |       | Italien – Schottland     | 2:6      |
|         |       | Schweden – Norwegen      | 6:8      |
|         |       | Tschechien – Dänemark    | 1:10     |
|         | 20:00 | Tschechien – Schweiz     | 0:0 *    |
|         |       | Schottland – Dänemark    | 4:6      |
|         |       | Deutschland – Schweden   | 6:11     |
|         |       | Italien – Finnland       | 4:9      |
|         |       | Frankreich – Norwegen    | 2:9      |
| 2. Dez. | 14:00 | Norwegen – Dänemark      | 10:4     |
|         |       | Finnland – Schweden      | 5:9      |
|         |       | Frankreich – Tschechien  | 7:6      |
|         |       | Schottland – Deutschland | 7:8      |
|         |       | Italien – Schweiz        | 3:8      |
| 3. Dez. | 08:00 | Finnland – Frankreich    | 8:4      |
|         |       | Italien – Deutschland    | 6:8      |
|         |       | Schweiz – Dänemark       | 9:10     |
|         |       | Norwegen – Tschechien    | 6:5      |
|         |       | Schweden – Schottland    | 2:8      |
|         | 16:00 | Italien – Tschechien     | 5:11     |
|         |       | Frankreich – Schottland  | 4:8      |
|         |       | Finnland – Norwegen      | 4:7      |
|         |       | Schweiz – Schweden       | 6:3      |
|         |       | Dänemark – Deutschland   | 8:5      |

| Datum   | Zeit  | Begegnung                | Resultat |
| ------- | ----- | ------------------------ | -------- |
| 4. Dez. | 09:00 | Dänemark – Schweden      | 3:8      |
|         |       | Deutschland – Norwegen   | 5:8      |
|         |       | Schottland – Schweiz     | 8:5      |
|         |       | Frankreich – Italien     | 6:5      |
|         |       | Finnland – Tschechien    | 4:5      |
|         | 19:00 | Schweiz – Deutschland    | 6:4      |
|         |       | Dänemark – Finnland      | 8:7      |
|         |       | Schweden – Frankreich    | 3:7      |
|         |       | Tschechien – Schottland  | 6:4      |
|         |       | Norwegen – Italien       | 7:5      |
| 5. Dez. | 14:00 | Schottland – Norwegen    | 6:7      |
|         |       | Schweden – Tschechien    | 6:5      |
|         |       | Dänemark – Italien       | 6:5      |
|         |       | Finnland – Schweiz       | 1:7      |
|         |       | Deutschland – Frankreich | 7:3      |
| 6. Dez. | 08:00 | Schweden – Italien       | 6:3      |
|         |       | Norwegen – Schweiz       | 9:3      |
|         |       | Tschechien – Deutschland | 6:7      |
|         |       | Dänemark – Frankreich    | 3:7      |
|         |       | Schottland – Finnland    | 6:2      |

* = Die Tschechen verloren das Spiel trotz einer 6:5-Führung, da sie das Zeitlimit überschritten hatten. Im Rahmen einer Europameisterschaft ist es erst das zweite Mal, dass dieser Fall eingetreten ist.

### Tie-break
Zur Ermittlung des vierten Halbfinalisten mussten zwei Entscheidungsspiele ausgetragen werden.
| Datum   | Zeit  | Begegnung                | Resultat |
| ------- | ----- | ------------------------ | -------- |
| 6. Dez. | 14:00 | Schweden – Deutschland   | 4:9      |
|         | 20:00 | Schottland – Deutschland | 7:5      |

### Playoffs
|  | Page Playoffs | Page Playoffs | Page Playoffs |   |          | Halbfinale | Halbfinale | Halbfinale |            |   | Finale   | Finale | Finale |
|  |               |               |               |   |          |            |            |            |            |   |          |        |        |
|  | 1             | Norwegen      | 7             |   |          |            |            |            |            |   |          |        |        |
|  | 2             | Dänemark      | 4             |   |          |            |            |            |            | 1 | Norwegen | 3      |        |
|  | 2             | Dänemark      | 4             | 2 | Dänemark | 3          |            |            |            | 1 | Norwegen | 3      |        |
|  |               |               |               | 2 | Dänemark | 3          |            | 4          | Schottland | 5 |          |        |        |
|  |               | 4             | Schottland    | 8 |          |            |            | 4          | Schottland | 5 |          |        |        |
|  | 3             | 4             | Schottland    | 8 | Schweiz  | 4          |            |            |            |   |          |        |        |
|  | 3             |               |               |   | Schweiz  | 4          |            |            |            |   |          |        |        |
|  | 4             | Schottland    | 9             |   |          |            |            |            |            |   |          |        |        |

| Team     | 1 | 2 | 3 | 4 | 5 | 6 | 7 | 8 | 9 | 10 | Total |
| Norwegen | 1 | 0 | 3 | 1 | 0 | 1 | 0 | 0 | 1 | x  | 7     |
| Dänemark | 0 | 2 | 0 | 0 | 1 | 0 | 1 | 0 | 0 | x  | 4     |

| Team       | 1 | 2 | 3 | 4 | 5 | 6 | 7 | 8 | 9 | 10 | Total |
| Schweiz    | 0 | 0 | 0 | 3 | 0 | 0 | 1 | 0 | x | x  | 4     |
| Schottland | 2 | 4 | 0 | 0 | 1 | 0 | 0 | 2 | x | x  | 9     |

| Team       | 1 | 2 | 3 | 4 | 5 | 6 | 7 | 8 | 9 | 10 | Total |
| Dänemark   | 1 | 0 | 1 | 0 | 0 | 0 | 0 | 1 | 0 | x  | 3     |
| Schottland | 0 | 1 | 0 | 1 | 0 | 1 | 2 | 0 | 3 | x  | 8     |

| Team       | 1 | 2 | 3 | 4 | 5 | 6 | 7 | 8 | 9 | 10 | Total |
| Norwegen   | 1 | 0 | 0 | 0 | 1 | 0 | 0 | 0 | 1 | x  | 3     |
| Schottland | 0 | 0 | 2 | 0 | 0 | 2 | 1 | 0 | 0 | x  | 5     |

| Platz | Land        |
| ----- | ----------- |
| 01    | Schottland  |
| 02    | Norwegen    |
| 03    | Dänemark    |
| 04    | Schweiz     |
| 05    | Deutschland |
| 06    | Schweden    |
| 07    | Frankreich  |
| 08    | Tschechien  |
| 09    | Finnland    |
| 10    | Italien     |

## Turnier der Frauen

### Teilnehmerinnen
| Dänemark | Deutschland | Finnland |
| --- | --- | --- |
| Skip: Lene Nielsen Third: Helle Simonsen Second: Camilla Jörgensen Lead: Maria Poulsen Ersatz: Jeanne Ellegaard     | Skip: Andrea Schöpp Third: Monika Wagner Second: Anna Hartelt Lead: Marie-Therese Rotter Ersatz:                 | Skip: Anne Malmi Third: Sari Auvinen Second: Katri Määttä Lead: Tuire Autio Ersatz: Katja Kiiskinen                      |
| Italien | Österreich | Russland |
| Skip: Diana Gaspari Third: Giulia Lacedelli Second: Elettra Da Col Lead: Violetta Caldart Ersatz: Lucrezia Laurenti | Skip: Claudia Toth Third: Karina Toth Second: Constanze Hummelt Lead: Alexandra Bruckmiller Ersatz: Jasmin Seidl | Skip: Ludmila Priwiwkowa Third: Olga Scharkowa Second: Nkeiruka Jesech Lead: Jekaterina Galkina Ersatz: Margarita Fomina |
| Schottland | Schweden | Schweiz |
| Skip: Kelly Wood Third: Jackie Lockhart Second: Lorna Vevers Lead: Lindsay Wood Ersatz: Karen Addison               | Skip: Anette Norberg Third: Eva Lund Second: Cathrine Lindahl Lead: Anna Svärd Ersatz: Maria Prytz               | Skip: Mirjam Ott Third: Carmen Schäfer Second: Valeria Spälty Lead: Janine Greiner Ersatz: Silvana Tirinzoni             |
| Tschechien | | |
| Skip: Katerina Urbanova Third: Lenka Cernovska Second: Jana Safarikova Lead: Dana Chabicovska Ersatz: Sara Jahodova | | |

### Round Robin
| Platz | Team        | Spiele | Siege | Ndlg. |
| ----- | ----------- | ------ | ----- | ----- |
| 01.   | Dänemark    | 9      | 8     | 1     |
| 02.   | Schweden    | 9      | 8     | 1     |
| 03.   | Schweiz     | 9      | 7     | 2     |
| 04.   | Schottland  | 9      | 6     | 3     |
| 05.   | Russland    | 9      | 5     | 4     |
| 06.   | Italien     | 9      | 3     | 6     |
| 07.   | Deutschland | 9      | 3     | 6     |
| 08.   | Österreich  | 9      | 2     | 7     |
| 09.   | Tschechien  | 9      | 2     | 7     |
| 10.   | Finnland    | 9      | 1     | 8     |

| Datum   | Zeit  | Begegnung                | Resultat |
| ------- | ----- | ------------------------ | -------- |
| 1. Dez. | 08:00 | Russland – Österreich    | 7:4      |
|         |       | Schottland – Deutschland | 7:6      |
|         |       | Finnland – Tschechien    | 7:6      |
|         |       | Dänemark – Schweiz       | 3:10     |
|         |       | Italien – Schweden       | 2:9      |
|         | 16:00 | Italien – Schottland     | 2:9      |
|         |       | Tschechien – Schweden    | 3:9      |
|         |       | Russland – Dänemark      | 5:6      |
|         |       | Finnland – Österreich    | 2:9      |
|         |       | Deutschland – Schweiz    | 3:6      |
| 2. Dez. | 09:00 | Schweiz – Schweden       | 5:6      |
|         |       | Österreich – Dänemark    | 7:8      |
|         |       | Deutschland – Italien    | 6:7      |
|         |       | Tschechien – Russland    | 3:9      |
|         |       | Finnland – Schottland    | 3:9      |
|         | 19:00 | Österreich – Deutschland | 4:10     |
|         |       | Finnland – Russland      | 7:8      |
|         |       | Schottland – Schweden    | 8:9      |
|         |       | Schweiz – Italien        | 8:2      |
|         |       | Dänemark – Tschechien    | 6:5      |
| 3. Dez. | 12:00 | Finnland – Italien       | 5:8      |
|         |       | Deutschland – Tschechien | 4:7      |
|         |       | Österreich – Schweiz     | 1:11     |
|         |       | Schottland – Dänemark    | 4:8      |
|         |       | Schweden – Russland      | 9:7      |

| Datum   | Zeit  | Begegnung               | Resultat |
| ------- | ----- | ----------------------- | -------- |
| 3. Dez. | 20:00 | Schweden – Dänemark     | 5:7      |
|         |       | Russland – Schweiz      | 3:9      |
|         |       | Tschechien – Schottland | 1:8      |
|         |       | Deutschland – Finnland  | 6:3      |
|         |       | Österreich – Italien    | 2:8      |
| 4. Dez. | 14:00 | Schottland – Russland   | 6:9      |
|         |       | Schweden – Österreich   | 11:2     |
|         |       | Dänemark – Deutschland  | 7:4      |
|         |       | Italien – Tschechien    | 6:7      |
|         |       | Schweiz – Finnland      | 9:2      |
| 5. Dez. | 08:00 | Tschechien – Schweiz    | 2:8      |
|         |       | Dänemark – Italien      | 8:4      |
|         |       | Schweden – Finnland     | 9:2      |
|         |       | Österreich – Schottland | 2:12     |
|         |       | Russland – Deutschland  | 3:8      |
|         | 19:00 | Dänemark – Finnland     | 8:3      |
|         |       | Schweiz – Schottland    | 4:6      |
|         |       | Italien – Russland      | 5:7      |
|         |       | Schweden – Deutschland  | 8:7      |
|         |       | Tschechien – Österreich | 5:11     |

### Playoffs
|  | Page Playoffs | Page Playoffs | Page Playoffs |   |          | Halbfinale | Halbfinale | Halbfinale |            |   | Finale   | Finale | Finale |
|  |               |               |               |   |          |            |            |            |            |   |          |        |        |
|  | 1             | Dänemark      | 4             |   |          |            |            |            |            |   |          |        |        |
|  | 2             | Schweden      | 8             |   |          |            |            |            |            | 2 | Schweden | 9      |        |
|  | 2             | Schweden      | 8             | 1 | Dänemark | 5          |            |            |            | 2 | Schweden | 9      |        |
|  |               |               |               | 1 | Dänemark | 5          |            | 4          | Schottland | 4 |          |        |        |
|  |               | 4             | Schottland    | 7 |          |            |            | 4          | Schottland | 4 |          |        |        |
|  | 3             | 4             | Schottland    | 7 | Schweiz  | 6          |            |            |            |   |          |        |        |
|  | 3             |               |               |   | Schweiz  | 6          |            |            |            |   |          |        |        |
|  | 4             | Schottland    | 9             |   |          |            |            |            |            |   |          |        |        |

| Team     | 1 | 2 | 3 | 4 | 5 | 6 | 7 | 8 | 9 | 10 | Total |
| Dänemark | 0 | 0 | 2 | 0 | 1 | 0 | 1 | 0 | 0 | x  | 4     |
| Schweden | 0 | 0 | 0 | 3 | 0 | 1 | 0 | 3 | 1 | x  | 8     |

| Team       | 1 | 2 | 3 | 4 | 5 | 6 | 7 | 8 | 9 | 10 | Total |
| Schweiz    | 1 | 0 | 1 | 1 | 0 | 0 | 2 | 0 | 1 | 0  | 6     |
| Schottland | 0 | 2 | 0 | 0 | 4 | 1 | 0 | 1 | 0 | 1  | 9     |

| Team       | 1 | 2 | 3 | 4 | 5 | 6 | 7 | 8 | 9 | 10 | Total |
| Dänemark   | 1 | 0 | 0 | 1 | 1 | 0 | 0 | 0 | 2 | x  | 5     |
| Schottland | 0 | 2 | 1 | 0 | 0 | 2 | 1 | 1 | 0 | x  | 7     |

| Team       | 1 | 2 | 3 | 4 | 5 | 6 | 7 | 8 | 9 | 10 | Total |
| Schweden   | 1 | 2 | 0 | 0 | 2 | 3 | 0 | 1 | x | x  | 9     |
| Schottland | 0 | 0 | 1 | 1 | 0 | 0 | 2 | 0 | x | x  | 4     |

| Platz | Land        |
| ----- | ----------- |
| 01    | Schweden    |
| 02    | Schottland  |
| 03    | Dänemark    |
| 04    | Schweiz     |
| 05    | Russland    |
| 06    | Italien     |
| 07    | Deutschland |
| 08    | Österreich  |
| 09    | Tschechien  |
| 10    | Finnland    |